# Pesca di Bivona
La Pesca di Bivona, nota anche come Pescabivona o Montagnola, è una particolare varietà della specie Prunus persica prodotta a Bivona, comune italiano della provincia di Agrigento in Sicilia, e in altri comuni limitrofi della zona dei Monti Sicani.

## Storia
Il clima temperato e il terreno, permeabile e argilloso nelle zone basse del territorio, calcareo in quelle alte, ha favorito lo sviluppo e la propagazione a Bivona del pesco, che a partire dagli anni cinquanta si è diffuso dalla contrada San Matteo fino a comprendere circa 1.200 ettari di terreno e a costituire circa il 70% della produzione agricola locale. Un volano per la peschicoltura a Bivona – che oggi è nota come "Città delle pesche" – è la disponibilità di acqua a uso irriguo dovuta alla creazione dell'invaso della diga Castello e alle opere di canalizzazione realizzate.

## Descrizione
La pesca di Bivona è chiamata anche Montagnola, perché prodotta in un'area collinare e montana, o Pescabivona. La varietà è di media pezzatura, con polpa bianca e soda, non di rado solcata da venature rosee tendenti al rosso. Il sapore è dolce e aromatico, il profumo si distingue da quello della maggior parte delle pesche prodotte nel resto di Sicilia e d'Italia. Il periodo di maturazione va dalla fine di giugno alla terza decade di settembre. A seconda del periodo, si possono distinguere quattro ecotipi di Pescabivona: la Primizia o Murtiddara, la Bianca, l'Agostina e la Settembrina. Ogni pianta produce dal terzo anno di vita in poi più di quaranta chili di frutto. La pesca è prodotta anche nei territori di Santo Stefano Quisquina, Alessandria della Rocca, Cianciana, San Biagio Platani e Palazzo Adriano e il comune di Bivona ha avviato l'iter per l'ottenimento del marchio IGP. Il marchio IGP è stato ottenuto nel 2014.